# 纳吉·蒂迈奥
纳吉·蒂迈奥（匈牙利語：Nagy Tímea，1970年8月22日—），生于布达佩斯，匈牙利女子击剑运动员。她参加了1996年、2000年和2004年夏季奥运会击剑比赛，共获得2枚重剑个人金牌。